# اکسیونا
آکسیونا (به اسپانیایی: Acciona) شرکت خوشه‌ای اسپانیایی است، که تمرکز اصلی آن در زمینه ساخت‌وساز، طراحی، مهندسی سازه‌ها و زیرساختها می‌باشد.
این شرکت در سال ۱۹۹۷ از طریق ادغام شرکت‌های اینتره‌کانالس تاوورا و کوبییرتاس تأسیس شد. دفتر مرکزی این شرکت در بخش خودمختار مادرید قرار دارد. دفتر بین‌المللی این شرکت در ایالات متحده آمریکا و در شهر شیکاگو، ایلی‌نوی مستقر می‌باشد.
سکان رهبری شرکت آکسیونا در دست خوزه مانوئل اینتره‌کانالس است و بخش عمده سهام آن نیز در کنترل خانواده اینتره‌کانالس قرار دارد.